# There's No Sympathy for the Dead
There's No Sympathy for the Dead е EP албум на американската метълкор група Escape The Fate. Издаден е на 23 май 2006 г. от Epitaph Records.

## Състав
- Рони Радке – вокали, акустична китара
- Брайън „Монте“ Мани – китара, беквокали
- Омар Еспиноса – китара, беквокали
- Макс Грийн – бас
- Робърт Ортис – барабани
- Карсън Алън – клавири, синтезатор

## Песни
| 1.    | Dragging Dead Bodies in Blue Bags Up Really Long Hills | 3:38 |
| 2.    | There's No Sympathy for the Dead                       | 5:26 |
| 3.    | The Ransom                                             | 3:50 |
| 4.    | As You're Falling Down                                 | 3:24 |
| 5.    | The Guillotine                                         | 4:32 |
| 20:50 |                                                        |      |